# Kenneth Nordtvedt
Kenneth Leon Nordtvedt (* 16. dubna 1939) je vědecký pracovník specializující se na relativistické teorie gravitace. Narodil se 16. dubna 1939 v Chicagu v Illinois. Vystudoval Massachusettský technologický institut (1960) a Stanfordovu univerzitu, kde získal doktorát (1964). Následně působil na Harvard Society of Fellows (1963-1965). V tomto období působil na MIT Instrumentation Laboratory v rámci projektu rozvíjejícího navigační a naváděcí systém misí Apollo.
V polovině 60. let ukázal jak by mohlo být měření vzdálenosti Měsíce pomocí laseru použito k testování základního postulátu obecné teorie relativity známého jako princip ekvivalence. Byl členem komise a vědeckým poradcem dohlížejícím na společnou misi NASA-ESA Space Test of Equivalence Principle. Byl jmenován tehdejším prezidentem Ronaldem Reaganem do Národní rady pro vědu. Na počátku 80. let byl v Montaně zvolen na šestileté funkční období členem zákonodárného sboru a zde napsal jednu z prvních inflačních indexovaných reforem právních úprav daně z příjmu v zemi. V roce 1989 působil krátce jako jako ředitel Montanského oddělení příjmů. Jeho výzkumy měly podporu NASA a NSF a také Sloanovy nadace. Jeho výzkum byl předmětem článku na titulní straně Wall Street Journal.
Roku 1988 prokázal, že gravitomagnetismus, což je efekt předpovězený obecnou teorií relativity, ale v té době ještě nepozorovaný a občas i vědeckou komunitou zpochybňovaný, je nevyhnutelně skutečný jev, protože jde o přímý důsledek gravitačního vektorového potenciálu. Následně ukázal, že gravitomagnetická interakce, podobně jako například Lenseho–Thirringova precese, je typickým příkladem Machova principu.
Rovněž se aktivně zajímá o genetickou genealogii. Prováděl vlastní výzkum genetických haploskupin, zejména Y-DNA skupina I, do které patří.